# Ekspozytura polityczna Bad Aussee
Ekspozytura polityczna Bad Aussee (niem. Politische Expositur Bad Aussee) – dawna ekspozytura polityczna w Austrii, w kraju związkowym Styria, w powiecie Liezen. 1 stycznia 2012 została rozwiązana.

## Geografia
Ekspozytura leżała w północno-zachodniej części kraju związkowego.
Na północy położone jest pasmo Totes Gebirge, na południu zaś grupa górska Dachstein.
Na zachodzie i północy z ekspozyturą graniczył powiat Gmunden, na północnym wschodzie powiat Kirchdorf an der Krems, na południowym wschodzie z główną częścią powiatu Liezen a na południu z ekspozyturą polityczną Gröbming.

## Podział administracyjny
Ekspozytura podzielona była na pięć gmin, w tym jedną gminę miejską (Stadt), jedną gminę targową (Marktgemeinde) oraz trzy gminy wiejskie (Gemeinde).
| Miasta 1. Bad Aussee Gminy targowe 1. Bad Mitterndorf | Gminy 1. Altaussee 2. Grundlsee 3. Pichl-Kainisch |